# Stazione di Troyes
La stazione di Troyes (in francese Gare de Troyes) è la principale stazione ferroviaria della città francese di Troyes.

## Storia

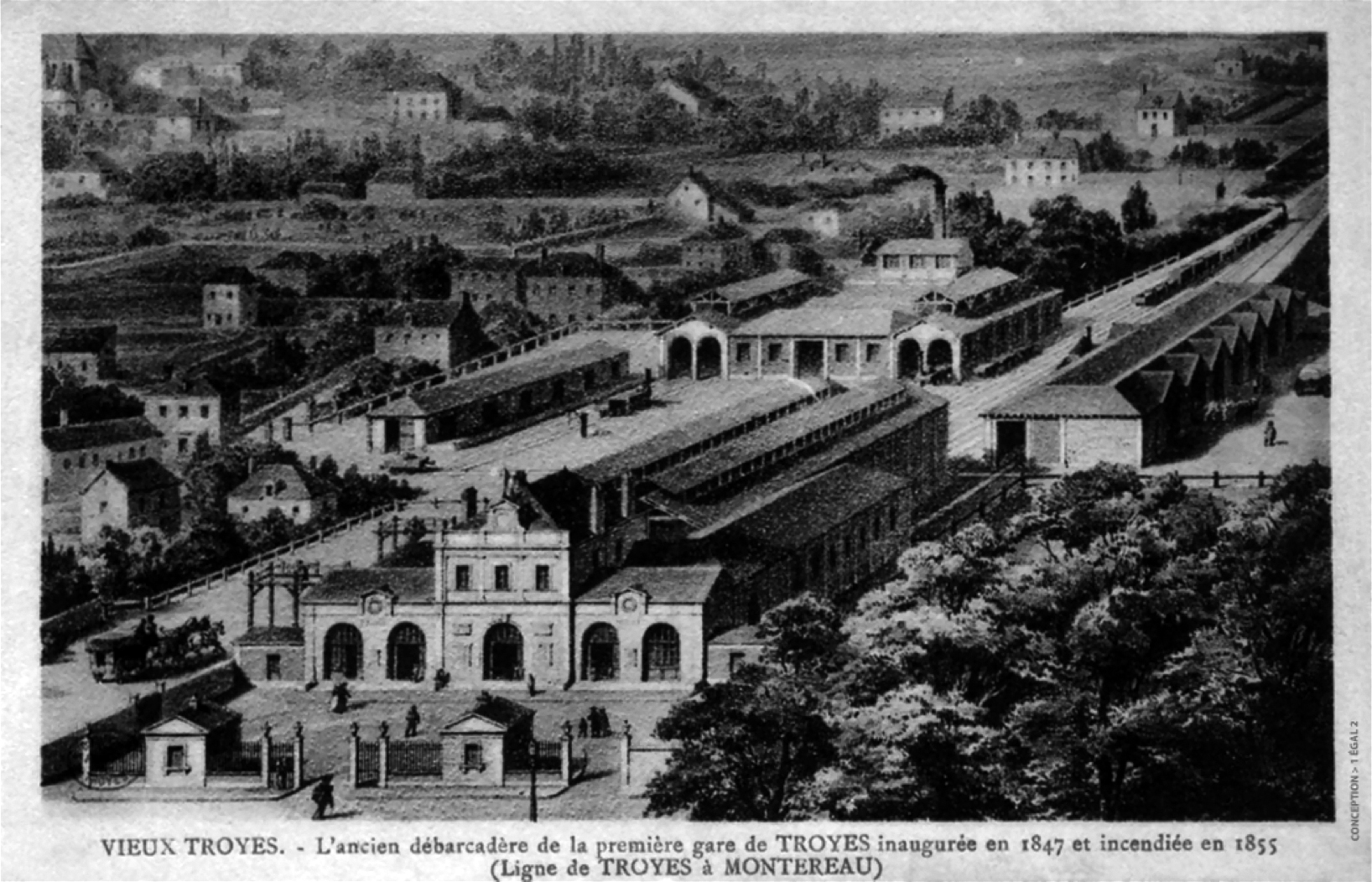
La prima stazione di Troyes.

La stazione fu costruita dalla Compagnie du chemin de fer de Montereau à Troyes, che nel 1845 aveva ottenuto la concessione per la costruzione della linea Montereau-Troyes, e fu inaugurata il 6 aprile 1848. Entrò in servizio il giorno seguente. Questo fabbricato era una stazione di testa ed era situato presso il canale che cingeva il centro città, tra il quais Comtes-de-Champagne, la rue Mitantier e la rue Hennequin. Nel 1855 la stazione fu danneggiata da un incendio
Con il prolungamento della linea verso est si rese necessario la costruzione di una variante della linea che aggirasse il tessuto urbano di Troyes e di una nuova stazione in un'altra parte della città, individuata nell'area del Revelin. Dopo una serie di opere di sbancamento del terreno, nel 1857 iniziarono i lavori costruzione. Il 25 aprile dello stesso anno fu attivato il troncone tra Troyes e Chaumont.

## Movimenti
La stazione è servita dai treni regionali TER Grand Est.